# Boruto : Naruto, le film
Boruto : Naruto, le film (BORUTO ボルト -NARUTO THE MOVIE-) est un film d'animation japonais réalisé par Hiroyuki Yamashita, sorti le 7 août 2015 au Japon mais il est également adapté en roman du même nom, écrit par Ukyō Kodachi et Masashi Kishimoto, qui reprend la suite de l'histoire officielle malgré certaines différences avec le film. Ce onzième long métrage basé sur la saga Naruto met en scène la vie du jeune Boruto, l'ainé des enfants de Naruto Uzumaki et Hinata Hyûga. Il est en lien avec le spin-off Naruto Gaiden, qui raconte les histoires de Boruto Uzumaki, Sarada Uchiwa, Mitsuki ou encore Shikadai Nara, Inojin Yamanaka et Chôchô Akimichi.

## Synopsis
Alors que Sasuke affronte Kinshiki et Momoshiki Ôtsutsuki, qui semblent affiliés à Kaguya, l’équipe de genin supervisée par Konohamaru, composée de Boruto, Sarada et Mitsuki, est chargée de capturer un ours qui ressemble à un panda ; ayant réussi leur mission, ils rendent leur rapport à Naruto. Boruto, le fils de Naruto devenu 7e Hokage, reproche à son père de toujours faire passer son devoir avant sa famille. Même pour l'anniversaire de sa fille, Naruto, trop occupé pour y aller, y envoie un clone pour le célébrer, mais disparaît à la suite de l'épuisement de l'original. Le jeune ninja fait la rencontre de Sasuke, rentré de mission, et lui demande de le prendre comme élève ; ce dernier n'accepte que s'il maîtrise l'« Orbe tourbillonnant ». Demandant à Konohamaru de l'initier à cette technique, Boruto parvient à la maîtriser, mais sans s’en rendre compte, dans une forme différente, invisible et projetable. Sasuke s'en rend compte, et accepte finalement de le prendre comme disciple, bien que Boruto tente de le tromper en créant un « Orbe tourbillonnant » classique, grâce à un artefact nommé « ninja gun », capable d'invoquer n'importe quelle technique ninja avec des mini-parchemins.
Arrive l'examen de sélection des chûnin ; l’équipe de Boruto passe sans encombre les deux premières épreuves, jusqu'au combat entre Boruto et Shikadai où Naruto découvre par le biais de Hinata que son fils a triché aux épreuves en utilisant le ninja gun. Déçu, Naruto n'a d'autre choix que de demander à Lee de disqualifier son fils pour la finale. C'est à ce moment-là que Kinshiki et Momoshiki attaquent Konoha et parviennent à capturer Naruto et blesse Hinata
Se sentant responsable de la disparition de son père, Boruto culpabilise et s'isole dans le bureau de celui-ci. Sasuke vient le réconforter et Boruto décide de partir le sauver accompagné de ce dernier, Gaara, Darui, Kurotsuchi et Chôjurô, portant la même veste que son père lorsqu'il était genin et le bandeau frontal barré de Sasuke.
Arrivés sur les lieux, Boruto et Sasuke sauvent Naruto. Ce dernier s'excuse auprès de son fils, mais Boruto lui conseille de ne rien changer et lui fait promettre de discuter davantage avec lui. Les deux amis font équipe pour affronter Momoshiki qui a pris une nouvelle apparence en absorbant le chakra de son compère Kinshiki. Alors qu’ils le dominent en combat rapproché, Naruto, Sasuke et les quatre Kage se font surprendre par ce dernier qui a absorbé les attaques lancées par le créateur du «ninja gun», avide de remettre en valeur son invention. Boruto se voit chargé de le battre ; créant un «Méga Orbe Tourbillonnant Géant» avec l'aide du chakra de son père, Boruto met Momoshiki hors d'état de nuire. Grâce à Sasuke, Naruto prend l'engagement de soutenir son fils en restant à ses côtés et en encourageant ses progrès.
Depuis ce jour, la relation entre Naruto et son fils passe de houleuse à plus chaleureuse et complice. À la fin du film, Mitsuki apprend à ses camarades qu'il est le fils d'Orochimaru et Sarada est choquée par cette nouvelle tandis que Boruto ne sait pas de qui il s'agit.

## Fiche technique
- Titre français : Boruto : Naruto, le film
- Titre original : Boruto: Naruto the Movie
- Réalisation : Hiroyuki Yamashita
- Scénario : Masashi Kishimoto, Ukyō Kodachi
- Musique : Yasuharu Takanashi
- Société de distribution : Tōhō
- Pays d'origine :  Japon
- Langue originale : japonais
- Genre : action, fantastique, comédie
- Date de sortie :
  - Japon : 7 août 2015[2],[3],[4] (DVD/Blu-Ray prévus le : 6 juillet 2016[5])
  - France : 16 septembre 2015 (en VOSTFr)[6], 7 octobre 2015 (en VF)[7]. (DVD/Blu-Ray prévus le : 9 novembre 2016)
  - Canada : 10 octobre 2015[8]

## Doublage
| Personnages         | Voix japonaises    | Voix françaises    |
| ------------------- | ------------------ | ------------------ |
| Boruto Uzumaki      | Yūko Sanpei        | Fabienne Loriaux   |
| Sarada Uchiwa       | Kokoro Kikuchi     | Claire Tefnin      |
| Mitsuki             | Ryūichi Kijima     | Thibaut Delmotte   |
| Naruto Uzumaki      | Junko Takeuchi     | Carole Baillien    |
| Hinata Hyûga        | Nana Mizuki        | Élisabeth Guinand  |
| Sasuke Uchiwa       | Noriaki Sugiyama   | Christophe Hespel  |
| Sakura Haruno       | Chie Nakamura      | Maia Baran         |
| Himawari Uzumaki    | Saori Hayami       | Helena Coppejans   |
| Shikadai Nara       | Kenshō Ono         | Jean-Pierre Denuit |
| Chôchô Akimichi     | Ryôko Shiraishi    | Alice Moons        |
| Inojin Yamanaka     | Atsushi Abe        | Stéphane Pelzer    |
| Kyûbi               | Tesshô Genda       | Philippe Résimont  |
| Momoshiki Ōtsutsuki | Daisuke Namikawa   | Fabrizio de Patre  |
| Kinshiki Ōtsutsuki  | Hiroki Yasumoto    | Thierry Janssen    |
| Shikamaru Nara      | Showtaro Morikubo  | Jean-Pierre Denuit |
| Rock Lee            | Yoichi Masukawa    | Jean-Pierre Denuit |
| Gaara               | Akira Ishida       | Tony Beck          |
| Kurotsuchi          | Hana Takeda        | Élisabeth Guinand  |
| Chôjuro             | Kouki Miyata       | Frédéric Meaux     |
| Konohamaru Sarutobi | Hidenori Takahashi | Pierre Lognay      |
| Darui               | Ryota Takeuchi     | Sébastien Hébrant  |
| Saï                 | Satoshi Hino       | Maxime Donnay      |
| Killer Bee          | Hisao Egawa        | Frédéric Meaux     |
| Tenten              | Yukari Tamura      | Élisabeth Guinand  |
| Yurui               | Kengo Kawanishi    | Sébastien Hébrant  |
| Katasuke            | Taira Kikumoto     | Thierry Janssen    |

Source : Anime News Network

## Production
La production du film est annoncée après la diffusion du précédent film de la série Naruto, The Last. Le film est centré sur la vie de Boruto, le fils de Naruto, qui apparaît dans le dernier chapitre du manga.
Les premières images paraissent le 13 avril 2015 dans le journal Mainichi Shimbun, puis un premier trailer sort le 16 avril 2015, où il est possible de voir un bref résumé de la fin de la guerre, avec pour nouvel Hokage Naruto Uzumaki.

## Box-office
Au 25 août 2015, le film a engrangé 2,02 milliards de yens, soit le meilleur chiffre pour un film de la franchise Naruto.